# NBA 2K12
NBA 2K12 är ett basketspel utvecklat av Visual Concepts och utgivet av 2K Sports. Spelet släpptes den 4 oktober 2011 till Xbox 360, Playstation 2, Playstation 3, Playstation Portable, Microsoft Windows (PC), Wii, och för första gången till IOS Iphone och Ipad. För första gången i seriens historia, kunde köpare välja omslag, antingen Larry Bird, Magic Johnson eller Michael Jordan. Spelet är det 13:e i NBA 2K-serien, och uppföljaren till NBA 2K11.

## Musik
Den 11 augusti 2011 meddelades vilken musik som skulle höras i spelet. Musiken består främst av hiphop och indierock:
| - Travis Barker featuring Yelawolf, Twista, Busta Rhymes och Lil Jon – "Let's Go" - Cyhi Da Prynce – "Sideways" (2K Remix) - Kurtis Blow – "Basketball" - Friendly Fires – "Skeleton Boy" - Machinedrum – "Let It" (edIT Remix) - Aceyalone med Cee Lo Green – "Workin' Man's Blues" - Freddie Gibbs – "Look Easy" (2K Original) - Chiddy Bang med Q-Tip – "Here We Go" - Rebelution – "Many Stylez" - Duck Down All-Stars 2 – "Shout the Winners Out" (2K original) - Middle Class Rut – "New Low" - Bassnectar – "Cozza Frenzy" - Ancient Astronauts – "Still a Soldier" | - D.J.I.G. feat. Elizabeth Eliades – "Now's My Time" - See-I – "Haterz" - James Pants – "We're Through" - Shinobi Ninja – "Rock Hood" - Dels – "Shapeshift" - Hudson Mohawke – "Thunder Bay" (instrumental) - Mr. Chop – "Intermezzo 2" (instrumental) - Kid Mac featuring Mat McHugh – "Hear You Calling" - Thunderball – "Make Your Move" - The Freeze Tag – "The Shuffle" (instrumental) - The Death Set – "It's Another Day" - Project Lionheart – "They Come Back" - Jamaica – "By the Numbers" - Bad Meets Evil (Eminem & Royce Da' 5'9) – "Fast Lane" - XV – "Awesome" |

### Fotnoter
1. ↑  Bertz, Matt (21 juli 2011). Magic And Bird Join Jordan As NBA 2K12 Cover Athletes. http://www.gameinformer.com/b/news/archive/2011/07/21/magic-and-bird-join-jordan-as-nba-2k12-cover-athletes.aspx. Läst 21 maj 2014. Arkiverad 23 januari 2012 hämtat från the Wayback Machine.
2. ↑  ”NBA 2K12 game plans three covers”. ESPN. Associated Press (Bristol, Connecticut). 21 juli 2011. http://espn.go.com/nba/story/_/id/6790595/michael-jordan-magic-johnson-larry-bird-featured-nba-2k12-game-cover. Läst 21 juli 2011.
3. ↑  Press Release (11 augusti 2011). ”2K Sports Unveils NBA 2K12 Soundtrack”. IGN. IGN Entertainment, Inc. http://xbox360.ign.com/articles/118/1187480p1.html. Läst 21 maj 2014.